# لوست (الموسم 1)
بدأ بث الموسم الأول من المسلسل التلفزيوني لوست في الولايات المتحدة وكندا في 22 سبتمبر 2004م، واختتم في 25 مايو 2005م، واحتوى على 25 حلقة. يقدم الموسم 48 ناجياً من طائرة تحطمت في الجو، وتشتتهم في جزيرة نائية في مكان ما في جنوب المحيط الهادئ. أُجبروا على العمل معًا من أجل البقاء، ويدركوا أنها ليست جزيرة عادية.
تم بث الموسم الأول الأربعاء الساعة 8:00 مساءً في الولايات المتحدة. بالإضافة إلى الحلقات العادية الـ 25، تم بث حلقة خاصة بعنوان «لوست: الرحلة» في 27 أبريل 2005م بين الحلقتين 20 و 21 من الموسم. تم إصدار الموسم على دي في دي كسبعة أقراص مدمجة تم توزيعها تحت عنوان لوست: الموسم الأول كامل في 6 سبتمبر 2005 بواسطة Buena Vista Home Entertainment..

## طاقم العمل
تم إنتاج هذا الموسم من تاتشستون تيلفزيون (الآن استوديوهات ABC)، باد روبوت للإنتاج وغراس سكيرت للإنتاج وبثّ على شبكة ABC في الولايات المتحدة. وكان المنتجين التنفيذيين الكاتب المشارك ج.ج. ابرامز، والكاتب المشارك دامون ليندلوف، بريان بيرك، جاك بيندر وكارلتون كيس مع جيسي ألكساندر وجيف بينكنر كمستشارين تنفيذيين. المؤلفون هم أبرامز وليندلوف وكيس وألكساندر وبينكنر والمنتج التنفيذي المشارك ديفيد فيوري، والمنتج المشرف خافيير جريللو ماركسواش والمنتج ليونارد ديك والمنتجين إدوارد كيتسيس وآدم هورويتز والمنتجة المشاركة جينيفر إم جونسون ومحرر القصة بول ديني. تمت كتابة بعض حلقات الموسم الأول أو المشاركة في كتابتها من قبل كتّاب على أساس مستقل. المخرجون المنتظمون طوال الموسم هم ج.ج. أبرامز وجاك بيندر وستيفن ويليامز وتاكر غيتس وغريغ يايتانيس وكيفن هوكس. قام مايكل جياشينو بتأليف الموسيقى العرضية.

## طاقم التمثيل
- نافين أندروز لعب دور جندي في الحرس الجمهوري العراقي السابق سعيد جراح.[1]
- إميلي دي رافين لعبت دور الأسترالية الحامل كلير ليتلتون.[2] حتى وقت لاحق من الموسم، كانت دي رافين تُنسب فقط إلى الحلقات التي ظهرت فيها.
- ماثيو فوكس لعب دور جراح مضطرب، وقائد المجموعة والبطل جاك شيبارد.[3]
- خورخي غارسيا لعب دور هوغو "هيرلي" رييس، الفائز سيئ الحظ في اليانصيب.[4]
- ماغي غريس لعبت دور شانون روذرفورد، معلمة الرقص السابقة.
- جوش هولواي لعب دور الرجل المحتال جيمس "سوير" فورد.
- مالكولم ديفيد كيلي، وهو ممثل طفل، لعب دور ابن مايكل الصغير، والت لويد.
- دانيال داي كيم لعب دور جين-سو كوون زوج صن-هوا كوون.[5]
- لعبت ينجين كيم دور صن-هوا كوون، ابنة رجل أعمال ورجل عصابة كوري قوي.
- إيفانجلين ليلي لعبت دور الهاربة كيت أوستن.
- دومينيك موناغان لعب دور نجم الروك السابق المدمن تشارلي بيس.
- تيري أوكوين لعب دور جون لوك الغامض.
- هارولد بيرينو لعب دورعامل البناء مايكل داوسن.
- إيان سومرهالدر لعب دور بون كارلايل، مسؤول العمليات في أعمال والدته والأخ غير الشقيق لشانون.

وقد أعطيت شخصيات أخرى أدوار توسعية ومشاهد متكررة في القصة التقدمية، بما في ذلك: ل. سكوت كالدويل بدور روز هندرسون، ميرا فورلان بدور دانييل روسو، كيمبرلي جوزيف بدور سيندي، فريدريك ليهن بدور إدوارد مارس، ويليام مابوثر بدور إيثان روم، دانييل روبوك بدور ليزلي أرزت وجون تيري في دور كريستيان شيبارد. ظهرت آنا لوسيا كورتيز، التي لعبت دورها ميشيل رودريغيز، في أول ظهور لها هذا الموسم، وأصبحت شخصية رئيسية خلال الموسم الثاني.

## ردود الأفعال
على موقع المراجعات ميتاكريتيك، حصل الموسم الأول على 87 من أصل 100، بناءً على 26 مراجعة، مما يشير إلى «الإشادة العالمية».
حصدت الحلقة التجريبية 18.6 مليون مشاهد، وفازت بالساعة 9:00 مساءًا (الشرقية)، ومنحت ABC أقوى تصنيف لها منذ عام 2000 عندما تم بث برنامج من سيربح المليون في البداية - لم يتم التغلب عليه إلا في الشهر التالي من خلال العرض الأول لمسلسل ربات بيوت يائسات. واستناداً إلى الافتتاح القوي للعرض، أطلقت عليه رويترز لقب «الدراما الناجحة» مشيرة إلى أن «العرض استفاد على ما يبدو من حملة تسويقية شاملة تضمنت نشرات إذاعية وعروض خاصة وأول حملة إعلانية على لوحة ABC منذ خمس سنوات». بعد بث أربع حلقات، أعلنت ABC أنه تم اختيار لوست لموسم كامل. وبلغ متوسط أول موسم من لوست ما يقارب من 17.6 مليون مشاهد أمريكي.
تم ترشيح الموسم الأول لـ 12 جائزة الإيمي برايم تايم. فازوا بستة جوائز: إخراج رائع لمسلسل درامي (ج.ج. أبرامز عن «الحلقة التجريبية»)، سلسلة درامية رائعة، تأليف موسيقي رائع لسلسلة (نقطة أساسية درامية) (مايكل جياشينو)، صورة كاميرا مفردة رائعة التحرير لسلسلة درامية وتأثيرات بصرية خاصة بارزة لمسلسل. تلقى تيري أوكوين ونافين أندروز ترشيحات لأفضل ممثل مساعد في مسلسل درامي. تم ترشيح ج.ج. أبرامز ودامون ليندلوف وجيفري لايبر للكتابة المتميزة لسلسلة درامية عن «الحلقة التجريبية»، حيث تلقى ديفيد فيوري ترشيحًا في نفس الفئة عن حلقة «رحلة». تلقت السلسلة أيضًا ترشيحات لخلط صوت الكاميرا المنفردة المتميز لسلسلة، وتحرير صوتي متميز لسلسلة. تم ترشيح العرض أيضًا لجائزة غولدن غلوب لأفضل مسلسل تلفزيوني - دراما.

## الحلقات
تشير «الشخصية (الشخصيات) المضمنة» إلى الشخصية (الشخصيات) التي ظهرت قصتها الخلفية في فلاشباك الحلقة. «عدد المشاهدين الأمريكيين (مليون)» يشير إلى عدد المشاهدين في الولايات المتحدة بالملايين الذين شاهدوا الحلقة أثناء بثها.
| ر. الإجمالي | ر. في الموسم | العنوان                                                                              | المخرج         | الكاتب                                                                                     | شخصيات مضمنة | تاريخ العرض الأصلي | عدد المشاهدات في الولايات المتحدة (بالمليون) |
| --- | ------------ | ------------------------------------------------------------------------------------ | -------------- | ------------------------------------------------------------------------------------------ | ------------ | ------------------ | -------------------------------------------- |
| 01 | 01           | «الحلقة التجريبية (الجزء 1)»                                                         | ج.ج. أبرامز    | قصة لـ جيفري لايبر، ج.ج. أبرامز ودامون ليندلوف كتابة مستقلة لـ ج.ج. أبرامز و دامون ليندلوف | جاك          | 22 سبتمبر 2004     | 18.65                                        |
| رحلة أوشيانيك الجوية 815, هي رحلة طائرة تجارية تطير من سيدني إلى لوس أنجلوس, تتضطرب وتتحطم في الجو وتقع في جزيرة إستوائية مهجورة جنوب المحيط الهادئ, مع 48 ناجٍ من الحادث أولي. تُسمع أصوات هدير غامضة ويُعثر على أشجار واقعة. ينطلق جاك و كيت وتشارلي إلى الغابة للعثور على قمرة القيادة الخاصة بالطائرة حتى يتمكنوا من إرسال نداء إستغاثة باستخدام جهاز الإرسال والإستقبال الخاص بالطائرة. كما عثروا على الطيار الذي نجا من الحادث وأخبرهم أن الطائرة قد إنحرفت أكثر من 1000 ميل عن مسارها قبل تحطمها, وبالتالي فإن كان هناك منقذين فسيبحثون في المكان الخطأ. سرعان ما يقتل الطيار على يد "وحش" غامض غير مرئي. يظهر جاك وهو على متن الطائرة في الفلاشباك. |              |                                                                                      |                |                                                                                            |              |                    |                                              |
| 02 | 02           | «الحلقة التجريبية (الجزء 2)»                                                         | ج.ج. أبرامز    | قصة لـ جيفري لايبر، ج.ج. أبرامز ودامون ليندلوف كتابة مستقلة لـ ج.ج. أبرامز و دامون ليندلوف | تشارلي وكيت  | 29 سبتمبر 2004     | 17.00                                        |
| يتوجه كل من كيت, سوير, تشارلي, شانون و بون إلى الغابة لأخذ جهاز الإرسال والإستقبال في محاولة للوصول إلى أرض مرتفعة للحصول على إشارة أفضل. أثناء الطريق يتعرضون لهجوم من دب قطبي, الذي يطلق عليه سوير النار ويقتله. لم يتمكنوا من الحصول على إشارة بسبب وجود إشارة أخرى أقوى تعيقهم, وهو نداء إستغاثة باللغة الفرنسية (ترجمته شانون) ترسله امرأة فرنسية مراراً وتكراراً منذ 16 عاماً. على الشاطئ, يستيقظ المارشال الفدرالي أثناء عمليته ويسأل جاك عن كيت, التي ظهرت في فلاشباك وهي وهي معتقلة من الفلاشباك ويصعدوا على الطائرة, في فلاشباك آخر, ظهر تشارلي وهو يقوم بتهريب كيس صغير من الهيروين إلى الطائرة. |              |                                                                                      |                |                                                                                            |              |                    |                                              |
| 03 | 03           | «اللوح الفارغ» "Tabula Rasa"                                                         | جاك بيندر      | دامون ليندلوف                                                                              | كيت          | 6 أكتوبر 2004      | 16.54                                        |
| يعرف جاك عن ماضي كيت كهاربة. المجموعة التي ذهبت لالتقاط الإشارة تعود, لكن يقررون عدم إخبار الناجين الآخرين عن الإرسال. يطلق سوير النار على المارشال الذي يحتضر, معتقداً أنه سيريحه من عذابه. ومع ذلك, فإن الرصاصة تثقب رئته فقط, بينما جاك - الذي رفض القتل الرحيم له من قبل باعتباره جريمة قتل- يقضي عليه. تظهر الفلاشباك حياة كيت في مزرعة أسترالية, حتى يقبض عليها المارشال. |              |                                                                                      |                |                                                                                            |              |                    |                                              |
| 04 | 04           | «رحلة» "Walkabout"                                                                   | جاك بيندر      | ديفيد فيوري                                                                                | لوك          | 13 أكتوبر 2004     | 18.16                                        |
| يحترق جسم الطائرة المليء بالجثث المتحللة بعد أن داهمته مجموعة من الخنازير البرية. لوك يذهب لإصطياد الخنازير البرية. يواجه لوك الوحش, لكنه لايخبر أحداً عنه. في الفلاشباك, يظهر أن لوك كان على كرسي متحرك قبل تحطم الطائرة وبمعجزة إستعاد قدرته على المشي بعد التحطم. |              |                                                                                      |                |                                                                                            |              |                    |                                              |
| 05 | 05           | «الأرنب الأبيض» "White Rabbit"                                                       | كيفين هوكس     | كريستيان تايلور                                                                            | جاك          | 20 أكتوبر 2004     | 16.82                                        |
| يسرق بون امدادات المياه المتناقصة في محاولة لإنقاذ الجميع, لكن الناجين ينقلبون عليه. يطارد جاك الذي يعاني من قلة النوم شخصاً يبدو كأنه والده المتوفي في الغابات وبالنهاية يكتشف كهف فيه مياه عذبة. جاك يتصالح مع دوره كقائد. في الفلاشباك, جاك يذهب إلى أستراليا للحصول على جثمان والده المتوفي. |              |                                                                                      |                |                                                                                            |              |                    |                                              |
| 06 | 06           | «بيت الشمس المشرقة» "House of the Rising Sun"                                        | مايكل زينبرغ   | خافيير غريللو-ماركسواتش                                                                    | صن           | 27 أكتوبر 2004     | 16.83                                        |
| ينتقل بعض الناجين إلى الكهوف, بينما يفضل البعض البقاء على الشاطئ. يتقايض لوك هيروين تشارلي بغيتار تشارلي. جين يهاجم مايكل لأن في يده ساعة تخص والد زوجته. جين مقيد اليدين في الحطام. صن تعترف لمايكل أنها تستطيع التحدث باللغة الإنجليزية ولماذا جين هاجم مايكل, بعدها يحرر مايكل جين. الفلاشباك تظهر أن جين إستلم وظيفة عند والد صن مقابل طلب يدها للزواج. في أحد الليالي, بعدما تزوجوا, يعود جين إلى المنزل ويده ملطخة بدماء شخص آخر. صن تحاول سراً ترك جين (بإخذها دروس لغة إنجليزية بالسر); تغير رأيها لاحقاً. |              |                                                                                      |                |                                                                                            |              |                    |                                              |
| 07 | 07           | «العثة» "The Moth"                                                                   | جاك بيندر      | جينيفر م. جونسون & باول ديني                                                               | تشارلي       | 3 نوفمبر 2004      | 18.73                                        |
| تشارلي يعاني من إقلاعه عن الهيروين ويطلب من لوك إستعادتهم, يقول لوك أنه سيعيدهم بعد ثالث مرة يطلبها فيهم تشارلي. تشارلي يضع حياته في خطر لإنقاذ جاك بعدما تحاصر داخل كهف منهار. فلاشباك تظهر تشارلي وأخوه ليام يقودون فرقتهم الموسيقية درايف شافت, وبالنهاية, ليام يورط تشارلي بالهيروين. بعد سنوات, تشارلي يزور منزل أخيه في أستراليا ويطلب منه العودة إلى درايف شافت لجولة العودة لكن ليام يرفض. تشارلي أخيراً يطلب من لوك الهيروين للمرة الثالثة, لكن فقط ليحرقهم ويتخلص منهم. |              |                                                                                      |                |                                                                                            |              |                    |                                              |
| 08 | 08           | «رجل ثقة» "Confidence Man"                                                           | تاكر غيتس      | دامون ليندلوف                                                                              | سوير         | 10 نوفمبر 2004     | 18.44                                        |
| يشتبه بسوير بأنه يمتلك منشقة شانون عندما تتعرض لنوبة ربو. سعيد يعذب سوير, الذي يعترف لكيت أنه لا يمتلكم. كيت تقرأ رسالة يحملها سوير دائما, التي توضح أن "سوير" هو اسم مستعار. عندما كان سوير طفل, رجل يدعى سوير يحتال على أمه وينام معها, التي قتلت لاحقاً من قبل والد سوير الصغير في جريمة إنتحارية. نذر سوير الصغير, في الرسالة, بأن يعطي الرسالة لسوير الحقيقي قبل أن يثأر منه. لاحقاً, أصبح بنفسه رجل محتال ويأخذ اسم سوير الحقيقي. في الفلاشباك, سوير يحاول الإحتيال على زوج وزوجته, لكنه يتراجع عندما يكتشف أن لديهم طفل. سعيد يستعد لإستكشاف خفايا الجزيرة في عزلة ذاتية, بحاجة لوقت حتى يتعامل مع أفعاله في تعذيب سوير. |              |                                                                                      |                |                                                                                            |              |                    |                                              |
| 09 | 09           | «إنفرادي» "Solitary"                                                                 | غريغ يايتانس   | ديفيد فيوري                                                                                | سعيد         | 17 نوفمبر 2004     | 17.64                                        |
| يجد سعيد كابل يمتد من المحيط حتى الغابة. بينما يلحقه, يسقط في فخ نصبته له روسو, المرأة الفرنسية التي أرسلت نداء الإستغائة. تخبر روسو سعيد أنها كانت جزء من فريق علمي, وتحطموا على الجزيرة قبل 16 عاماً. تعرف مجموعة من السكان الأصليين للجزيرة تناديهم بـ"الآخرين" بأنهم يحملون مرضاً أصيب به زملائها, وتقول أن الآخرين يصفرون في الغابة. سعيد يهرب وبينما يحاول إيجاد طريقه عائداً إلى المخيم, يسمع سعيد الصفير التي أخبرته عنه. في الفلاشباك, سعيد يحقق ويعذب مع سجينة تدعى ناديا, التي كانت صديقة طفولته, رئيس سعيد يطلب منه إعدام ناديا, لكنه يساعدها على الهروب بدلا من ذلك. |              |                                                                                      |                |                                                                                            |              |                    |                                              |
| 10 | 10           | «رعاه شخص آخر» "Raised by Another"                                                   | ماريتا غرابياك | لين إ. ليت                                                                                 | كلير         | 1 ديسمبر 2004      | 17.15                                        |
| يعود سعيد المجروح بشكل سيئ إلى المخيم ويخبر الآخرين عن روسو وأن هنالك أشخاص آخرين في الجزيرة. تستيقظ كلير وهي تصرخ ليلتان على التوالي وتدعي أن هنالك شخصاً مسكها وطعنها في بطنها. هذا الهجوم يلهم هيرلي على إجراء إحصاء للناجين باستخدام معرف الرحلة. ويكتشف أن إيثان لم يكن على الطائرة. في الفلاشباك, تكتشف كلير أنها حامل ويتركها حبيبها. تذهب إلى وسيط روحي, الذي يخبرها أن خطر كبير يحاصر طفلها وأنه يجب أن لا يربى عند شخص آخر غيرها. |              |                                                                                      |                |                                                                                            |              |                    |                                              |
| 11 | 11           | «كل رعاة البقر الممتازين لديهم مشاكل أبوية» "All the Best Cowboys Have Daddy Issues" | ستيفن ويليامز  | خافيير غريللو-ماركسواتش                                                                    | جاك          | 8 ديسمبر 2004      | 18.88                                        |
| بعد أن خطف إيثان كل من تشارلي وكلير, فريقين من جاك وكيت, ولوك وبون يذهبون للبحث عنهم. جاك يواجه إيثان, الذي يهدد من أن أحد الرهائن سوف يقتلون إذا إستمر جاك في تعقبهم. جاك وكيت يجدون تشارلي, مغطى العينين ومعلق على غصن شجرة. جاك بغضب يقوم بإنعاش قلبي رئوي ويعود تشارلي إلى الحياة. في هذه الأثناء, بون ولوك يستكشفون قطعة معدنية مغروسة في أرض الغابة. في الفلاشباك, جاك يعترف لمديريه أن والده كان تحت تأثير الكحول أثناء قيامه بأحد العمليات. |              |                                                                                      |                |                                                                                            |              |                    |                                              |
| 12 | 12           | «مهما كانت الحقيبة» "Whatever the Case May Be"                                       | جاك بيندر      | دامون ليندلوف & جينيفر جونسون                                                              | كيت          | 5 يناير 2005       | 21.59                                        |
| أثناء السباحة, كيت تعثر على حقيبة المارشال المقفلة. يوافق جاك على مساعدة كيت في فتح الحقيبة شرط أن تريه ما بداخلها. هنالك أسلحة ولعبة طائرة. كيت تقول أن الطائرة تعود إلى شخص أحبته-وقتلته. شانون تساعد سعيد على ترجمة خرائط روسو. تظهر الفلاشباك كيت تسطو على مصرف لإستعادة لعبة الطائرة. |              |                                                                                      |                |                                                                                            |              |                    |                                              |
| 13 | 13           | «قلوب وعقول» "Hearts and Minds"                                                      | رود هولكومب    | كارلتون كيس & خافيير غريللو-ماركسواتش                                                      | بون          | 12 يناير 2005      | 20.81                                        |
| علاقة شانون بسعيد تصبح شخصية أكثر. لوك وبون يحاولان للوصول إلى الفتحة التي عثروا عليها. بون يريد أن يخبر شانون عن الفتحة ويعطيه لوك مخدر يجعله يهلوس, يرسله إلى رحلة عقلية تجعله في النهاية يتخلى عن شانون. في الفلاشباك, بون يحاول التخلص من حبيب شانون المتعسف عن طريق الدفع له, لكنه يكتشف أنها خدعة مدبرة من شانون, التي تنام مع بون. |              |                                                                                      |                |                                                                                            |              |                    |                                              |
| 14 | 14           | «مميز» "Special"                                                                     | غريغ يايتانس   | ديفيد فيوري                                                                                | مايكلٍ & والت | 19 يناير 2005      | 19.69                                        |
| مايكل المنزعج يواجه والت, الذي يتعلم فنون رمي السكين من لوك, ويطلب منه جمع بقايا الحطام لبناء طوف, لكن والت يبتعد. مايكل ولوك يتعقبون والت إلى الغابة ويجدونه محاصر من دب قطبي. مايكل يخاطر بحياته لإنقاذ والت ويتصالحان. في وقت لاحق, لوك وبون يجدون كلير تتدحرج في الغابة. تظهر الفلاشباك عندما كان والت عمره بضعة أشهر, والدته تحصل على وظيفة في أمستردام وتأخذ إبنها معها. لاحقاً تتزوج شريكها في العمل إسمه بريان عندما كان والت عمره سنتين وترفض أن تجعل مايكل يتحدث لوالت. بعد سنين, تموت سوسان وبريان لايريد تربية والت لأن الولد "مختلف". |              |                                                                                      |                |                                                                                            |              |                    |                                              |
| 15 | 15           | «العودة للوطن» "Homecoming"                                                          | كيفين هوكس     | دامون ليندلوف                                                                              | تشارلي       | 9 فبراير 2005      | 19.48                                        |
| تعود كلير بين الناجين, لكنها مازالت فاقدة للذاكرة بعد رحلة الطائرة. إيثان يواجه تشارلي, مهدداً إياه بقتل ناج كل يوم حتى يستعيد كلير. على الرغم التدابير الأمنية, يقتل سكوت. بالأسلحة من الحقيبة وكلير كطعم, جاك, كيت, لوك, سعيد وسوير ينصبون فخ وإيثان يقع فيه. على الرغم من أن الخطة كانت أن يبقى إيثان حياً, تشارلي المتتوق للإنتقام يقتله. في الفلاشباك, تشارلي يحاول الحصول على مال للمخدرات عن طريق سرقة فتاة غنية. |              |                                                                                      |                |                                                                                            |              |                    |                                              |
| 16 | 16           | «الخارجين عن القانون» "Outlaws"                                                      | جاك بيندر      | درو جودارد                                                                                 | سوير         | 16 فبراير 2005     | 17.87                                        |
| حلم أو فلاشباك يظهر قتل/إنتحار والديّ سوير. سوير يستيقظ ليجد خنزير بري في خيمته. سوير أصبح مهووس بإيجاد الخنزير الذي سرق خيمته ويذهب إلى الغابة مع كيت للعثور عليه, لا يقتله عندما يجده. يعطي سلاحه لجاك,الذي أصبح الآن يمتلك جميع الأسلحة التي وجدت في حقيبة المارشال. في الفلاشباك, سوير يتعقب رجل يظن أنه هو سوير الذي دمر حياته, في أستراليا. سوير يطلق النار عليه, لكنه يدرك أنه خدع ليقتل الرجل الخطأ. لاحقا يدرك أنه في هذه الأثناء في أستراليا إلتقى بوالد جاك. |              |                                                                                      |                |                                                                                            |              |                    |                                              |
| 17 | 17           | «...في الترجمة» "...In Translation"                                                  | تاكر غيتس      | خافيير غريللو-ماركسواتش & ليونارد ديك                                                      | جين          | 23 فبراير 2005     | 19.49                                        |
| يستمر مايكل في عمله على الطوف, مع وجود مقعد شاغر وحيد, سوير يشتري مقعد على الطوف مقابل مواد البناء. الطوف يشتعل بالنيران والجميع يتهم جين. مايكل يعارك جين في الصباح التالي. صن بعدها تخبره بالتوقف لأن جين لم يحرق الطوف. الجميع متفاجئ بأنها تستطيع التحدث باللغة الإنجليزية, بما في ذلك جين. لوك يقول أنه من المحتمل أنهم الآخرين. مايكل يقتنع أن الطوف قد ذهب ويقرر بناء واحد جديد. صن تذهب لرؤية جين, الذي يخبرها أنه فات الأوان للبدء من جديد. جين يعود إلى الشاطئ ويساعد مايكل في إعادة بناء الطوف, الذي يجعله يحصل على مقعد. والت يعترف للوك أنه من حرق الطوف لأنه أحب الجزيرة. في الفلاشباك, يوضح أن سبب ظهور جين ملطخ بالدماء بسبب أنه ضرب رجلا لإيصال رسالة كان أمره بها والد صن, وأنه خطط للذهاب إلى أميركا مع صن لبدء حياة جديدة. |              |                                                                                      |                |                                                                                            |              |                    |                                              |
| 18 | 18           | «أرقام» "Numbers"                                                                    | دانييل أتياس   | ديفيد فيوري & برينت فليتشر                                                                 | هيرلي        | 2 مارس 2005        | 18.85                                        |
| هيرلي يجد أن بعض وثائق روسو تحتوي على الأرقام المتكررة 4, 8, 15, 16, 23 و 42, الأرقام نفسها التي استخدمها هيرلي ليفوز بالجائزة الكبرى باليانصيب. هيرلي يتجه لوحده لإيجاد روسو, التي تقول أنها لاتعرف ما الذي تعنيه الأرقام: فقط أن مجموعتها هبطوا إلى الجزيرة عن طريق إرسال راديو يبث الأرقام. الأرقام أيضاً وضح أنهم محفورين على جانب الفتحة. في الفلاشباك, هيرلي يفوز باليانصيب, وعلى طول الأسابيع المقبلة, الجميع من حوله يعانون من سوء الحظ. يكتشف لاحقاً أن الرجل الذي أعطاه الأرقام بالأصل أخذهم من الإرسال نفسه. |              |                                                                                      |                |                                                                                            |              |                    |                                              |
| 19 | 19           | «مدد غيبي» "Deus Ex Machina"                                                         | روبرت مانديل   | كارلتون كيس & دامون ليندلوف                                                                | لوك          | 30 مارس 2005       | 17.75                                        |
| لوك يكتشف أنه يخسر الإحساس بقدميه. لوك وبون يجدون بيتشكرافت 18 تتأرجح على حافة جرف. بون يتسلق و, يستخدم الراديو, ويرسل نداء إستغاثة, "نحن الناجون من رحلة أوشيانك 815", لكن رجل يرد ليقول "نحن الناجون من رحلة أوشيانك 815". الطائرة تسقط ولوك يحمل بون المصاب إصابة بالغة عائداً إلى المخيم. لوك يصل إلى الكهوف مع بون ويكذب حول كيفية إصابة بون. لوك يختفي في الغابة. بينما هو يصرخ على الفتحة, يضيئ فجأة داخل الفتحة. في الفلاشباك, لوك يلتقي بوالديه ووالده يحتال عليه للحصول على كليته. |              |                                                                                      |                |                                                                                            |              |                    |                                              |
| 20 | 20           | «لا تؤذي» "Do No Harm"                                                               | ستيفن ويليامز  | جانيت تامارو                                                                               | جاك          | 6 أبريل 2005       | 17.12                                        |
| بون يكشف لجاك أنه ولوك عثرا على فتحة, ولوك أخبره أن لا يخبر أحد آخر. على الرغم من محاولات جاك المكثفة لإنقاذه, بون يموت. شانون وسعيد في عشاء قنديلي. كلير تدخل في المخاض وتلد صبي. شانون محطمة بسبب موت بون, فلاشباك تظهر حفل زفاف جاك لسارة, مريضة سابقة قام بـ"إصلاحها" بعدما أصيبت بحادث سيارة. |              |                                                                                      |                |                                                                                            |              |                    |                                              |
| 21 | 21           | «المصلحة العامة» "The Greater Good"                                                  | ديفيد غروسمان  | ليونارد ديك                                                                                | سعيد         | 4 مايو 2005        | 17.20                                        |
| لوك يصل لجنازة بون ويهاجمه جاك. لوك يطلب السماح من شانون, التي لم تفعل; على العكس, شانون تسرق مفتاح حقيبة الأسلحة من جاك النائم, وتواجه لوك في الغابة. سعيد يبعد شانون عندما كادت تطلق النار والرصاصة متجهة نحو رأس لوك. سعيد بعدها أخبر لوك لأخذه إلى الفتحة. في الفلاشباك, سعيد يصبح مخبر لوكالة المخابرات السرية الأسترالية ووكالة المخابرات المركزية, الذي طلب منه التسلل إلى خلية إرهابية فيها صديقه القديم عصام. سعيد بوافق مقابل معرفة مكان ناديا ويخون عصام, الذي يقتل نفسه. |              |                                                                                      |                |                                                                                            |              |                    |                                              |
| 22 | 22           | «ولدت لتهرب» "Born to Run"                                                           | تاكر غيتس      | قصة لـ: خافيير غريللو-ماركساوتش كتابة مستقلة لـ: إدوارد كتسس & آدم هوروويتز                | كيت          | 11 مايو 2005       | 17.10                                        |
| سعيد ولوك يرون الفتحة لجاك, الذي يعتقد أن الفتحة يجب أن تفتح. والت يحذر لوك من عدم فتح الفتحة, على الرغم من أنه لم يخبره عنها. كيت تطلب مقعدا على الطوف, مهددة بأخذ مكان سوير. بعد تسمم مايكل, يقوم بطرد سوير خارج الطوف. سوير يكشف للجميع أن كيت كانت معتقلة على الطائرة. والت يعترف لمايكل أنه المسؤول عن تحطم الطوف الأول, ويقول مايكل أنه بإمكانهم البقاء على الجزيرة, والت يصر على أنهم يجب أن يغادروا. جاك يكتشف من صن أن السم كان معد لجين. في الفلاشباك, كيت تعود لموطنها لرؤية والدتها التي تحتضر, وتقابل حبيبها السابق توم برينان. بمساعدة توم, كيت أصبح بإمكانها البقاء منفردة مع والدتها, التي بدأت بالصراخ للمساعدة بعد رؤيتها. هي وتوم يحاولا الهروب, كيت تصطدم بسيارة, توم يقتل وهي تهرب. |              |                                                                                      |                |                                                                                            |              |                    |                                              |
| 23 | 23           | «الرحيل: الجزء 1» "Exodus"                                                           | جاك بيندر      | دامون ليندلوف & كارلتون كيس                                                                | متعدد        | 18 مايو 2005       | 18.62                                        |
| روسو تصل إلى الشاطئ لتحذير الناجين أن الآخرين قادمين, وتخبر المزيد عن قصتها. كانت حامل عندما قدمت إلى الجزيرة قبل ستة عشر عام لكن الآخرين-وصولهم سبقه عمود دخان أسود- أتوا وخطفوا طفلتها, التي لم تراها منذ ذلك الحين. عمود من الدخان الأسود يرى من بعيد. جاك, لوك وسعيد يخبروا روسو عن الفتحة, ورغبتهم بفتحها, بالديناميت. روسو تعرض أخذهم إلى الصخرة السوداء للحصول على بعض الديناميت. جاك, لوك, كيت, هيرلي. آرزت و روسو يصلو الصخرة السوداء, سفينة عبيد ضخمة تقطع بها السبيل في الجزيرة. قبل أن يصعد والت إلى الطوف, يترك كلبه فينسنت برعاية شانون. في هذه الأثناء, تشارلي يجمع الرسائل لوضعهم في زجاجة والطوف يبجر. في الفلاشباك, العديد من الناجين ظهروا في الساعات الأخيرة قبل الطيران. |              |                                                                                      |                |                                                                                            |              |                    |                                              |
| 2425 | 2425         | «الرحيل: الجزء 2 و 3» "Exodus"                                                       | جاك بيندر      | دامون ليندلوف & كارلتون كيس                                                                | متعدد        | 25 مايو 2005       | 0.71                                         |
| روسو تغادر الصخرة السوداء, وآرزت ينفجر عندما يتعامل بهشاشة مع الديناميت. يواجهون الوحش-سحابة من الدخان الأسود. روسو تسرق طفل كلير, الذي أسمته آرون. سعيد يخمن أن روسو تنوي إجراء مقايضة مع الآخرين, طفل كلير مقابل طفلتها. تشارلي وسعيد ينطلقون نحو الدخان الأسود وأثناء الطريق, رأوا أيضاً طائرة مهربي المخدرات, وسعيد -غير مدرك لقصة تشارلي مع الهيروين وإقلاعه مؤخراً عنه- أعلن أنه مليئ بالهيروين. تشارلي يحدق به, يجد نفسه ملتبكاً. عندما يصل سعيد وتشارلي إلى الشاطئ مع الدخان الأسود, لايوجد أحد هناك, فقط محرقة جثث وروسو وآرون. تعيد آرون وتقول أنها سمعت الآخرين يقولون أنهم قادمين من أجل "الصبي". على الطوف, الطاقم يرون قارباً. طاقم القارب يصبحون غير ودودون ويطلبون منهم تسليم والت (الصوت الذي سمعته روسو يشير إلى والت - وليس ابن كلير). سوير يُطلق عليه النار ويسقط في المياه وجين يلحقه. مايكل أيضا يرمى إلى الماء; بينما الطاقم يأخذون والت, متفجر تم رميه على الطوف, محطماً إياه. في هذه الأثناء, جاك, كيت, لوك و هيرلي يفجرون ويفتحون الفتحة, يرون حفرة مظلمة وعميقة جداً مع سلم مكسور. وقت الناجين في المطار والوصول إلى الطائرة يستمر بالظهور من خلال الفلاشباك. |              |                                                                                      |                |                                                                                            |              |                    |                                              |

## إصدارات رئيسية
لوست: الموسم الأول الكامل صدرت كعريضة منطقة 1 سبعة أقراص مجموعة صندوق دي في دي في 6 سبتمبر 2005، قبل اسبوعين من العرض الأول للموسم الثاني. تم توزيعها من قبل شركة والت ديزني ستوديوز هوم إنترتينمنت. بالإضافة إلى جميع الحلقات التي تم بثها، تضمنت العديد من إضافات DVD مثل تعليقات الحلقة ولقطات من وراء الكواليس وميزات صنع بالإضافة إلى المشاهد المحذوفة وسيناريوهات الفلاشباك المحذوفة والأخطاء. تم إصدار الموسم لاحقًا على قرص بلو-راي في 16 يونيو 2009.
تم إصدار المجموعة نفسها في 30 نوفمبر 2005 في المنطقة 4 وفي 16 يناير 2006 في المملكة المتحدة. بالنسبة لإصدار المنطقة 2، تم تقسيم الموسم إلى إصدارين، مع الجزء 1 (الحلقات 1-12) الذي تم إصداره في 31 أكتوبر 2005 والجزء 2 (الحلقات 13-25) والموسم الكامل تم تعيينه في 16 يناير 2006.
| لوست: الموسم الأول الكامل | | | | | |
| تفاصيل المجموعة | تفاصيل المجموعة | تفاصيل المجموعة | متضمنات خاصة | متضمنات خاصة | متضمنات خاصة |
| - 25 حلقة - مجموعة 7 أقراص - 1.78:1 نسبة العرض إلى الارتفاع - الترجمة: الإنجليزية - اللغة الإنجليزية (Dolby Digital 5.1 Surround) - DVD - اللغة الإنجليزية (DTS-HD Master Audio 5.1 Surround) - Blu-ray | - 25 حلقة - مجموعة 7 أقراص - 1.78:1 نسبة العرض إلى الارتفاع - الترجمة: الإنجليزية - اللغة الإنجليزية (Dolby Digital 5.1 Surround) - DVD - اللغة الإنجليزية (DTS-HD Master Audio 5.1 Surround) - Blu-ray | - 25 حلقة - مجموعة 7 أقراص - 1.78:1 نسبة العرض إلى الارتفاع - الترجمة: الإنجليزية - اللغة الإنجليزية (Dolby Digital 5.1 Surround) - DVD - اللغة الإنجليزية (DTS-HD Master Audio 5.1 Surround) - Blu-ray | - التعليقات الصوتية - "الحلقة التجريبية: الجزء 1" بقلم جي جي أبرامز ودامون ليندلوف وبريان بيرك - "الحلقة التجريبية: الجزء 2" بقلم جي جي أبرامز ودامون ليندلوف وبريان بيرك - "رحلة" لجاك بندر وديفيد فيوري وتيري أوكوين - "العثة" للمخرج دامون ليندلوف وبريان بيرك ودومينيك موناغان - "قلوب وعقول" من تأليف كارلتون كوس، وخافيير غريللو-ماركسواش، وماغي غريس، وإيان سومرهالدر - مغادرة - نشأة لوست - تصميم كارثة - قبل أن يكونو تائهين - أشرطة الاختبار - مرحبًا بكم في أواهو: صنع الحلقة التجريبية - فن ماثيو فوكس - لوست @ كوميكون - حكايات من الجزيرة - لوست : في الموقع - في مجموعة مع جيمي كيميل - وراء الكواليس مع درايف شافت - كشف لوست - الفلاشباك في لوست - المشاهد المحذوفة - الغلطات من المجموعة - مباشر من متحف الإذاعة والتلفزيون - 3 إيستر إيغس | - التعليقات الصوتية - "الحلقة التجريبية: الجزء 1" بقلم جي جي أبرامز ودامون ليندلوف وبريان بيرك - "الحلقة التجريبية: الجزء 2" بقلم جي جي أبرامز ودامون ليندلوف وبريان بيرك - "رحلة" لجاك بندر وديفيد فيوري وتيري أوكوين - "العثة" للمخرج دامون ليندلوف وبريان بيرك ودومينيك موناغان - "قلوب وعقول" من تأليف كارلتون كوس، وخافيير غريللو-ماركسواش، وماغي غريس، وإيان سومرهالدر - مغادرة - نشأة لوست - تصميم كارثة - قبل أن يكونو تائهين - أشرطة الاختبار - مرحبًا بكم في أواهو: صنع الحلقة التجريبية - فن ماثيو فوكس - لوست @ كوميكون - حكايات من الجزيرة - لوست : في الموقع - في مجموعة مع جيمي كيميل - وراء الكواليس مع درايف شافت - كشف لوست - الفلاشباك في لوست - المشاهد المحذوفة - الغلطات من المجموعة - مباشر من متحف الإذاعة والتلفزيون - 3 إيستر إيغس | - التعليقات الصوتية - "الحلقة التجريبية: الجزء 1" بقلم جي جي أبرامز ودامون ليندلوف وبريان بيرك - "الحلقة التجريبية: الجزء 2" بقلم جي جي أبرامز ودامون ليندلوف وبريان بيرك - "رحلة" لجاك بندر وديفيد فيوري وتيري أوكوين - "العثة" للمخرج دامون ليندلوف وبريان بيرك ودومينيك موناغان - "قلوب وعقول" من تأليف كارلتون كوس، وخافيير غريللو-ماركسواش، وماغي غريس، وإيان سومرهالدر - مغادرة - نشأة لوست - تصميم كارثة - قبل أن يكونو تائهين - أشرطة الاختبار - مرحبًا بكم في أواهو: صنع الحلقة التجريبية - فن ماثيو فوكس - لوست @ كوميكون - حكايات من الجزيرة - لوست : في الموقع - في مجموعة مع جيمي كيميل - وراء الكواليس مع درايف شافت - كشف لوست - الفلاشباك في لوست - المشاهد المحذوفة - الغلطات من المجموعة - مباشر من متحف الإذاعة والتلفزيون - 3 إيستر إيغس |
| تواريخ الإصدار | | | | | |
| الولايات المتحدة كندا | أستراليا | اليابان | المملكة المتحدة | المملكة المتحدة | المملكة المتحدة |
| الولايات المتحدة كندا | أستراليا | اليابان | الجزء 1 | الجزء 2 | اكتمال |
| 6 سبتمبر 2005 | 30 نوفمبر 2005 | 2 أغسطس 2006 | 31 أكتوبر 2005 | 16 يناير 2006 | 16 يناير 2006 |

## روابط خارجية
- قائمة حلقات لوست (الموسم 1)  على قاعدة بيانات الأفلام على الإنترنت
- قائمة حلقات الموسم الأول من لوست في لوستبيديا